# Esparto (plaats)
Esparto is een plaats (census-designated place) in de Amerikaanse staat Californië, en valt bestuurlijk gezien onder Yolo County.

## Demografie
Bij de volkstelling in 2000 werd het aantal inwoners vastgesteld op 1858.

## Geografie
Volgens het United States Census Bureau beslaat de plaats een oppervlakte van
2,1 km², geheel bestaande uit land. Esparto ligt op ongeveer 64 m boven zeeniveau.

## Plaatsen in de nabije omgeving
De onderstaande figuur toont nabijgelegen plaatsen in een straal van 40 km rond Esparto.